# ريبيكا دي ألبا
ريبيكا دي ألبا (بالإسبانية: Rebecca de Alba)‏ هي عارضة ومقدمة تلفزيونية وممثلة مكسيكية، ولدت في 26 أكتوبر 1964 في زاكاتيكاس في المكسيك.

## وصلات خارجية
- ريبيكا دي ألبا على موقع IMDb (الإنجليزية)